# Noche de los machetes
La noche de los machetes fue el nombre que recibió la masacre ocurrida el 8 de mayo de 1913  en San Fernando de Atabapo, Venezuela, donde se perpetró el magnicidio del gobernador de Amazonas Roberto Pulido, su esposa y sus hijos, además de la matanza de decenas o incluso un centenares de personas, así como el asalto a la Casa de Gobierno del Territorio Federal Amazonas, por parte del coronel Tomás Funes y sus secuaces. Esto dio inicio a siete años del sanguinario gobierno de facto de Funes en Amazonas.

## Contexto histórico
El gobierno del general Roberto Pulido en Amazonas fue corrupto y cuestionado, pues era el mayor accionista de la casa mercantil Pulido Hermanos con el cual dominaba la explotación y comercialización de caucho en la zona (del cual San Fernando de Atabapo, capital de Amazonas para ese momento, era bastante rica),  combinando sus negocios de caucho con los negocios del Estado.
A principios del siglo XX la frontera entre Venezuela y Colombia estaba abandonada por el gobierno colombiano. En la zona primó el uso de la fuerza para gobernar, lo que favoreció hechos de violencia como La noche de los machetes y el posterior mandato de Funes.

## Historia
Cuando Pulido aumentó los impuestos a los empresarios del caucho, Funes, un comerciante de caucho de la zona amazónica entre Venezuela y Brasil, conspiró en represalia para derrocarlo con ayuda de sus secuaces, con quienes tomó por la fuerza la Casa de Gobierno del Territorio Federal Amazonas, ubicada en San Fernando de Atabapo.
Entre los asesinados estuvieron familiares, amigos, empleados y funcionarios del general Pulido. El número de asesinatos es incierto: José Alberto Alcalde contabilizó en 65 las muertes, José Eustasio Rivera escribió que superaban el centenar, mientras que el historiador y exgobernador de Amazonas Bartolomé Tavera-Acosta habló de 130 en su libro Río Negro, reseña etnográfica, histórica y geográfica del Territorio Amazonas. Lina Marcela González Gómez, por su parte, documentó que habían sido más de 400.

## Consecuencias
Fue uno de los mayores desafíos de la dictadura de Juan Vicente Gómez, ya que Gómez no sólo tuvo que aceptarlo como gobernante de facto, sino que se dirigía a él como «militar decoroso» y «soldado pundonoso y leal», nombrando después como gobernador de Amazonas a un candidato propuesto por Funes: Pérez Briceño.
Funes, quien era conocido como el Diablo de Río Negro, cometió durante su gobierno y según sus propios registros, al menos 480 asesinatos, y esclavizó habitantes indígenas de la zona, existiendo registros que contabilizan la muerte de unos 2000 habitantes indígenas makiritare por su accionar represivo.
El gobierno de facto de Tomás Funes en Amazonas duró siete años hasta su captura por parte de Emilio Arévalo Cedeño, en el cual fue sometido a juicio, condenado a muerte y fusilado a la vista de todos los habitantes.

## En la cultura popular
El escritor Rómulo Gallegos mencionó el hecho en su obra Canaima (1935), donde se le describe como «la noche en que los machetes alumbraron el Vichada».